# Axiom Mission 4
Axiom Mission 4 (Ax-4) è la quarta missione spaziale organizzata da Axiom Space verso la Stazione spaziale internazionale che utilizza una Crew Dragon fornita da SpaceX come veicolo. Il lancio è avvenuto il 25 giugno 2025 alle 06:31 UTC dal LC-39A del Kennedy Space Center.

## Equipaggio

### Equipaggio principale
L'equipaggio di quattro persone è composto dal comandante Peggy Whitson, dipendente di Axiom e ex astronauta NASA; dal pilota Shubhanshu Shukla dell'ISRO; e dagli specialisti di missione Sławosz Uznański-Wiśniewski, astronauta di progetto dell'Agenzia spaziale europea proveniente dalla Polonia, e Tibor Kapu in rappresentanza dell'Ufficio spaziale ungherese (HSO).
Shubhanshu Shukla è diventato il primo del Corpo astronauti indiano a volare nello spazio.
| Ruolo                     | Equipaggio                                        | Equipaggio                                        |
| ------------------------- | ------------------------------------------------- | ------------------------------------------------- |
| Comandante                | Peggy Whitson, Axiom Space Quinto volo            | Peggy Whitson, Axiom Space Quinto volo            |
| Pilota                    | Shubhanshu Shukla, ISRO Primo volo                | Shubhanshu Shukla, ISRO Primo volo                |
| Specialista di missione 1 | Sławosz Uznański-Wiśniewski, Polsa/ESA Primo volo | Sławosz Uznański-Wiśniewski, Polsa/ESA Primo volo |
| Specialista di missione 2 | Tibor Kapu, HSO Primo volo                        | Tibor Kapu, HSO Primo volo                        |

### Equipaggio di riserva
| Ruolo                     | Equipaggio                     | Equipaggio                     |
| ------------------------- | ------------------------------ | ------------------------------ |
| Comandante                | -                              | -                              |
| Pilota                    | Prasanth Nair, ISRO Primo volo | Prasanth Nair, ISRO Primo volo |
| Specialista di missione 1 | -                              | -                              |
| Specialista di missione 2 | Gyula Cserényi, HSO Primo volo | Gyula Cserényi, HSO Primo volo |

## Missioni individuali

### Gaganyaan
Ax-4 rappresenta una pietra miliare per il Programma indiano dei voli spaziali con equipaggio, integrandosi con l'iniziativa Gaganyaan dell'ISRO. Sebbene Gaganyaan rimanga il programma con equipaggio indipendente dell'India, Ax-4 offre la prima opportunità a un astronauta indiano di volare in una missione commerciale verso la Stazione Spaziale Internazionale. Shukhanshu Shukla condurrà esperimenti sviluppati dall'ISRO e da istituzioni indiane, tra cui studi sugli effetti cognitivi dell'uso di schermi digitali, sull'adattamento microbico, sull'atrofia muscolare e sulla resilienza delle colture in microgravità.

### Ignis
Per la Polonia, Ax-4 è la prima missione con equipaggio dal 1978. L'Agenzia spaziale polacca (POLSA) e l'Agenzia spaziale europea (ESA) hanno collaborato alla missione Ignis dell'astronauta Sławosz Uznański-Wiśniewski. Durante la missione svolgerà esperimenti di tecnologia e scienze della vita. Un esperimento, il Leopard Data Processing Unit del KP Labs, dimostrerà l'elaborazione dei dati basata sull'intelligenza artificiale in orbita per ridurre i requisiti delle infrastrutture terrestri.
L'emblema della missione Ignis raffigura un'aquila nei colori polacchi le cui ali tracciano i contorni della catena montuosa Orla Perć e una rappresentazione stilizzata della costellazione dello Scudo (un omaggio a Johannes Hevelius) sopra il nome della missione, Ignis, la parola latina per fuoco.

### HUNOR
Ax-4 trasporterà anche il primo astronauta ungherese dalla dissoluzione dell'Unione Sovietica. Sebbene l'Ungheria faccia parte dell'ESA, la missione HUNOR (abbreviazione di HUNgarian to ORbit) è stata sviluppata dall'Ufficio spaziale ungherese (HSO) in modo completamente indipendente dall'ESA. HUNOR è stato annunciato per la prima volta nel 2021 e nel luglio 2022 il ministero degli esteri ungherese ha firmato un accordo preliminare con Axiom per il volo, che è stato finalizzato nel settembre 2023.
Tibor Kapu è stato selezionato tra 247 candidati per partecipare alla missione, supportato dall'astronauta di riserva Gyula Cserényi. Entrambi hanno completato l'addestramento presso la NASA nell'aprile 2025.
L'emblema della missione HUNOR raffigura il cervo Csodaszarvas e quattro stelle che rappresentano i candidati astronauti finali.